# Autonomismo valdostano
L'autonomismo valdostano è una corrente politica che sostiene l'autonomia della Valle d'Aosta.

## Origini
La Valle d'Aosta è un territorio la cui lingua autoctona è il francoprovenzale, sebbene il francese sia la lingua ufficiale e di cultura a partire dal XVIº secolo. Ha formato un'unità politica con la contea di Savoia sin dal Medioevo, e la sua legislazione è stata raccolta nel Coutumier e organizzata in parallelo alle Congrégations générales. La Savoia divenne parte del Regno di Sardegna nel 1720. Nel 1860, la Valle fu integrata nel nuovo Regno d'Italia. Fino ad allora, l'uso ufficiale del francese era garantito alla corte di Torino, ma da quel momento in poi i Valdostani divennero una minoranza linguistica. Poiché il francese era considerato una lingua straniera, i Valdostani furono percepiti come un elemento estraneo alla vita nazionale italiana. Il risultato furono scontri con ufficiali ostili inviati nella Valle a partire dal 1861.

## La prima fase dell'autonomismo (1920-1938)

### La Valle d'Aosta nel Trattato di Versailles
Alla fine della prima guerra mondiale, la Ligue valdôtaine cercò di includere nel trattato di Versailles una clausola per la protezione dei gruppi etnici e linguistici di lingua francese, e in seguito propose alla Svizzera di incorporare la Valle d'Aosta nella Confederazione come nuovo cantone. Delineò i termini in un memorandum indirizzato al ministro degli Esteri Sidney Sonnino, contenente richieste ispirate alle concessioni fatte all'Alto Adige. Le richieste erano solo di natura linguistica, accompagnate da una timida richiesta di autonomia amministrativa e dall'apertura di un consolato francese ad Aosta.

### Italianizzazione sotto il regime fascista
Nel novembre 1925, il governo fascista soppresse l'insegnamento del francese a livello primario. Il francese venne addirittura eliminato dalla scuola secondaria come seconda lingua straniera, sostituito dal tedesco nel 1926. La Ligue valdôtaine cercò di istituire un sistema scolastico parallelo sovvenzionato dai fiduciari, al fine di formare una rete di scuole private in francese, ma il prefetto fascista interruppe questo tentativo quando, nel 1923, Benito Mussolini lo autorizzò a sopprimere 108 écoles de hameau (= scuole di villaggio), tradizionale base dell'istruzione nella Valle e ultimo bastione contro l'italianizzazione. Oltre 18 000 cognomi furono italianizzati, e anche i nomi di villaggi e strade furono cambiati. Il fascismo portò un'italianizzazione politica oppressiva e burocratica sfruttando anche l'arrivo di migranti dal resto d'Italia, che ebbero come conseguenza un flusso migratorio della popolazione autoctona verso Paesi francofoni, in particolare verso Parigi, Lione e Ginevra. Nel 1936, i Valdostani non erano più la maggioranza della popolazione della città di Aosta.

### La giovane Valle d'Aosta
La Ligue valdôtaine fu sostituita dalla Jeune Vallée d'Aoste, antifascista e politicamente eclettica, guidata da Joseph-Marie Trier, Rodolphe Coquillard e dal notaio Émile Chanoux, specialista in diritto delle minoranze e direttore della rivista Le Duché d'Aoste, organo del gruppo, in cui gli attivisti valdostani attaccarono la politica di italianizzazione e chiesero il decentramento amministrativo.

## La lotta per l'autonomia (1938-1945)

### La resistenza e la dichiarazione di Chivasso
Il 19 dicembre 1943 ebbe luogo l'incontro di Chivasso tra i diversi leader autonomisti: Émile Chanoux ed Ernest Page rappresentavano la Valle d'Aosta, Osvaldo Coisen, Gustavo Malan, Giorgio Peyronel e Mario Alberto Rollier erano i delegati delle valli valdesi. Queste sono le tesi di Chanoux, sostenitore della creazione di un cantone di stile svizzero per la valle che ha prevalso. Fu così resa pubblica la Dichiarazione di Chivasso in cui chiedevano il riconoscimento della realtà etnolinguistica delle valli alpine, l'autonomia amministrativa ed economica, una riforma agraria, risposte ai problemi sociali (come l'immigrazione), il problema fiscale e la situazione scolastica. Il documento fu trasmesso al Comitato nazionale di liberazione del Nord Italia (CLNAI) e pubblicato con il titolo italiano Federalismo e autonomia.

### La morte di Chanoux
Il 18 maggio 1944, Chanoux fu fatto prigioniero con Lino Binel, torturato e assassinato in prigione dai fascisti della Repubblica di Salò. Questo evento suscitò sentimenti separatisti e il numero di sostenitori nazionalisti crebbe.

## Statuto speciale

### I confini territoriali della regione
Il decreto legislativo del 7 settembre 1945 trasformò la Valle d'Aosta in una regione autonoma provvisoria all'interno dello Stato italiano. L'ex provincia di Aosta, che si estendeva su 4.459 km², fu ridotta a 3.262 km², poiché cedette alla provincia di Torino 1194 km² di territorio, corrispondente all'anfiteatro morenico di Ivrea, e 3 km² del Colle del Piccolo San Bernardo passarono alla Francia secondo le clausole del Trattato di Parigi del 10 febbraio 1947.

### La nascita dell'Union Valdôtaine
Nel settembre del 1945 nacque l'Union Valdôtaine, partito successore della JVA che pretendeva di raggruppare tutti i settori dell'autonomia e di rappresentare gli interessi locali. Cercò di attirare l'attenzione degli alleati sulla situazione in Valle d'Aosta e di assicurare che il problema valdostano fosse discusso alla Conferenza di pace, mentre chiedeva un plebiscito o un accordo bilaterale tra Francia e Italia per risolvere definitivamente la questione. Per fare questo, l'Union voleva che l'autonomia valdostana fosse garantita fino a nuovo avviso da parte dell'amministrazione fiduciaria internazionale. Alla fine, furono le tesi di Federico Chabod che vennero alla ribalta: l'autonomia all'interno di uno Stato unitario italiano, che era lo spazio economico naturale della Valle d'Aosta. Nel gennaio del 1946, il Conseil de la Vallée, composto da 35 membri, iniziò il suo lavoro. L'articolo 116 della nuova Costituzione Italiana sancisce l'esistenza di cinque regioni autonome, una delle quali, la Valle d'Aosta, ha approvato il suo status speciale nel 1948.
Dopo il 1948, l'Union Valdôtaine ebbe una vita politica che alternò coalizioni con la Democrazia Cristiana e con l'opposizione, secondo i suoi orientamenti verso sinistra o destra.